# Starkville (Mississippi)
Starkville ist eine Stadt im Oktibbeha County im US-Bundesstaat Mississippi und der Verwaltungssitz (County Seat) des Oktibbeha County. Das U.S. Census Bureau hat bei der Volkszählung 2020 eine Einwohnerzahl von 24.360 ermittelt.
Starkville befindet sich etwa 200 Kilometer nordöstlich der Hauptstadt Jackson.
Starkville ist Teil des Golden Triangle (Goldenen Dreiecks), das aus Columbus, West Point und Starkville besteht.
Das Gebiet des heutigen Starkvilles wurde bereits vor über 2000 Jahren  von Indianern besiedelt, bevor sich viele Jahrhunderte später weiße Siedler auf dem Areal niederließen und die Stadt Boardtown gründeten, die sie nach einer südwestlich gelegenen Mühle am Big Black River benannten. 1835 wurde Boardtown schließlich zum County Seat von Oktibbeha County erhoben und zu Ehren von John Stark, einem General im Amerikanischen Unabhängigkeitskrieg, in Starkville umbenannt.
Bei der Volkszählung 2010 hatte Starkville 23.888 Einwohner. Im Jahr 2014 waren es bereits 24.886 Einwohner, davon waren knapp 59 % Weiße und etwa 35 % Schwarze. Insgesamt ist in Starkville im Zeitraum von 2000 bis 2014 ein Bevölkerungswachstum von 13,8 % zu verzeichnen. Damit war Starkville an der Bevölkerung gemessen (Stand 2010) die größte Stadt im Oktibbeha County sowie insgesamt die fünfzehntgrößte in Mississippi. 96 % der Bevölkerung leben städtisch. Laut dem United States Census Bureau umfasst die Stadt Starkville eine Fläche von ca. 66,9 km², von denen etwa 66,5 km² Land und 0,4 km² (0,6 %) Wasser sind.
Die Mississippi State University, mit über 16.000 Studenten eine der wichtigsten Universitäten Mississippis, befindet sich in Starkville. Des Weiteren befinden sich in Starkville die Starkville High School sowie zwei Privatschulen, Starkville Academy und Starkville Christian School.

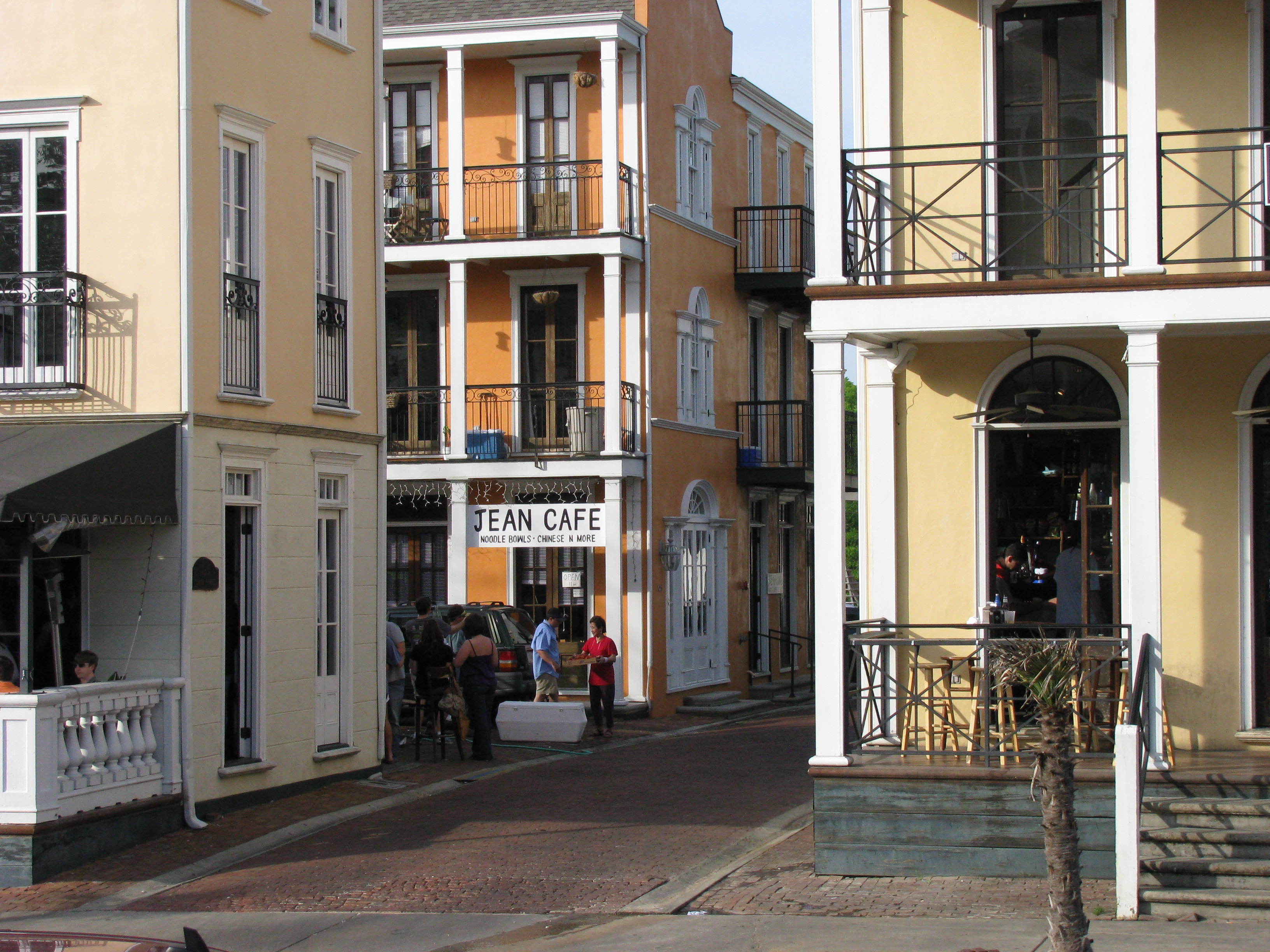
Cotton District
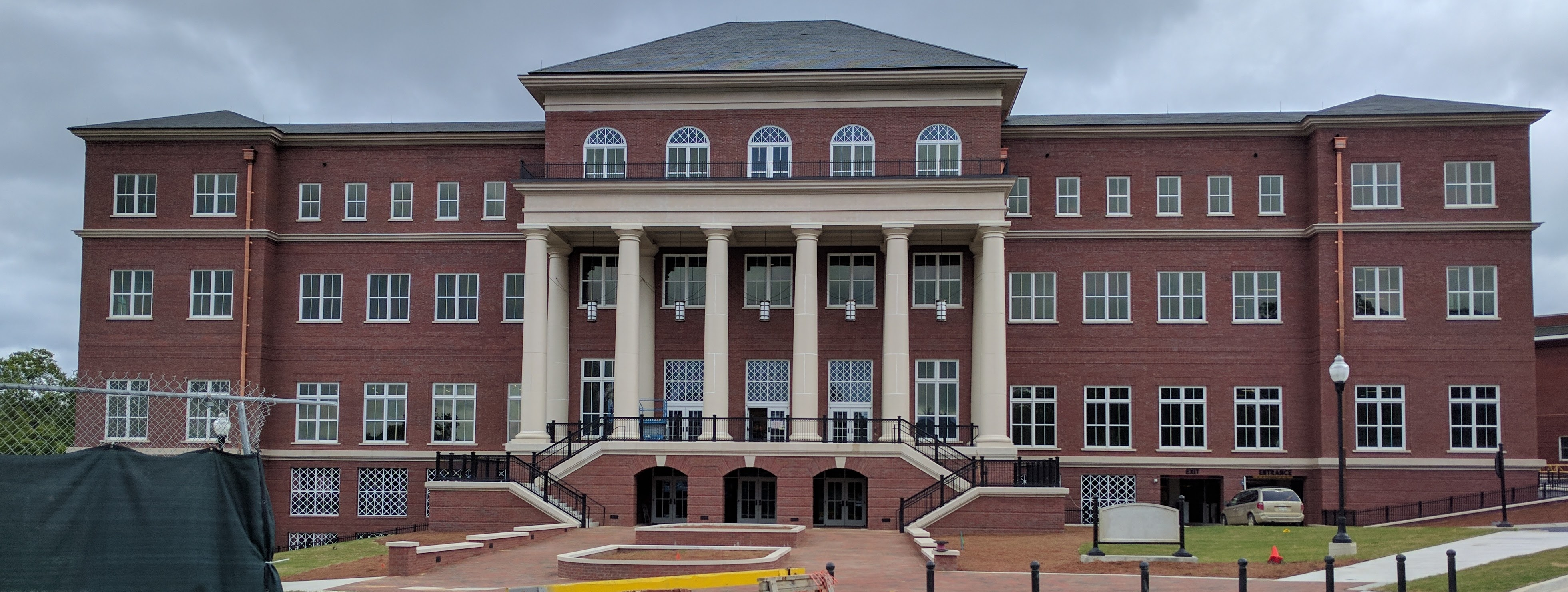
Old Main Academic Center der Mississippi State University
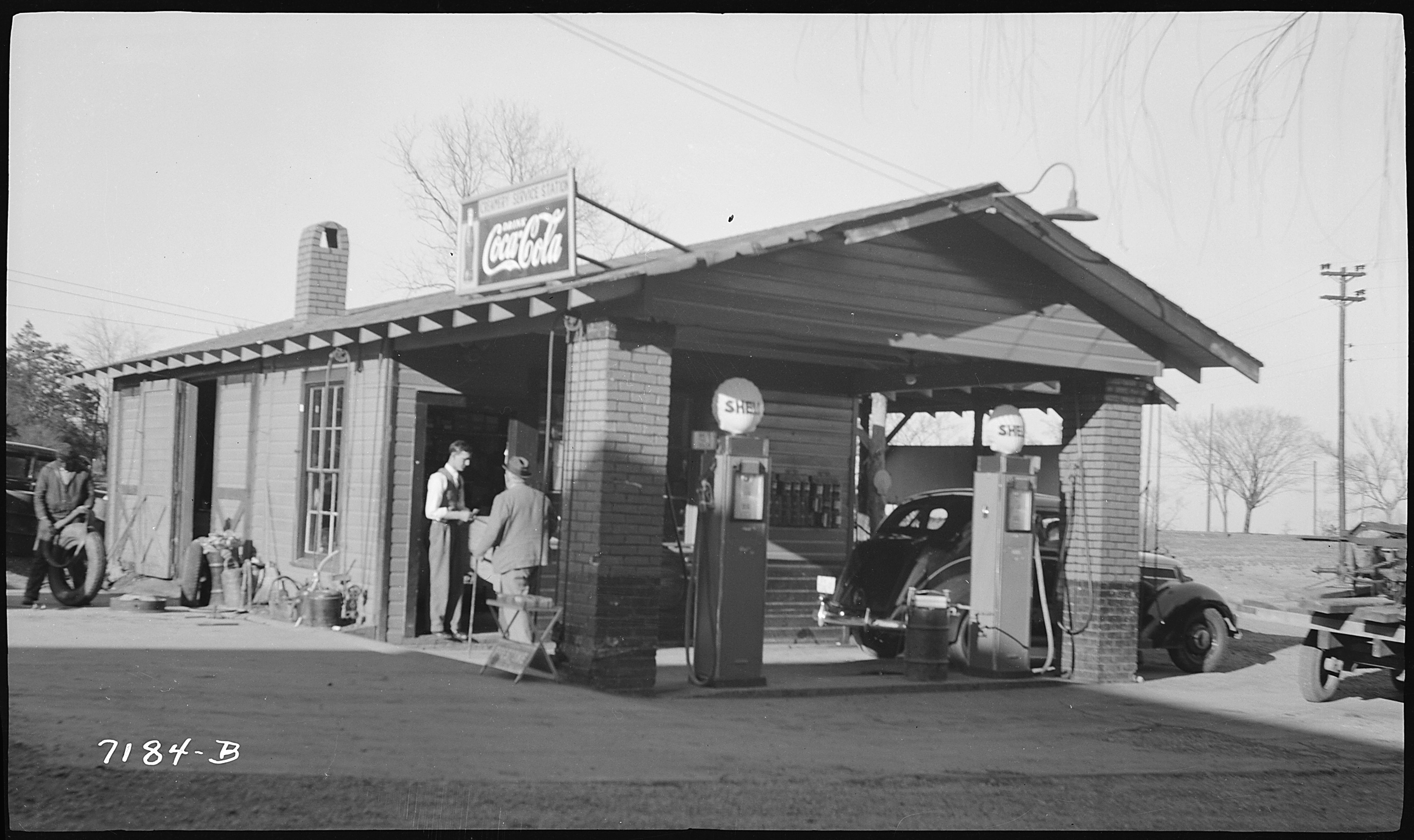
Tankstelle, 1939

## Persönlichkeiten
Personen, die in Starkville geboren wurden, gestorben sind oder vor Ort gewirkt oder gelebt haben:
- Harry Burgess (1872–1933), Offizier, Gouverneur der Panamakanalzone[5]
- Hughie Critz (1900–1980), Baseballspieler
- John C. Stennis (1901–1995), Politiker, US-Senator
- Cool Papa Bell (1903–1991), Baseballspieler
- William L. Giles (1911–1997), Präsident der Mississippi State University[6]
- John Wilson Carpenter III (1916–1996), Air-Force-Pilot
- Joe Fortunato (1930–2017), American-Football-Spieler
- Willie Daniel (1937–2015), American-Football-Spieler
- Hayes Jones (* 1938), Leichtathlet
- Luqman Ali (1939–2007), Jazzmusiker
- John Grisham (* 1955), Schriftsteller
- Buck Showalter (* 1956), Baseballspieler und -manager
- Jerry Rice (* 1962), American-Football-Spieler
- Josh Booty (* 1975), Baseball- und American-Football-Spieler
- Antuan Edwards (* 1977), American-Football-Spieler
- Shauntay Hinton (* 1979), Model und Miss USA 2002
- Julio Borbón (* 1986), Baseballspieler
- Latavious Williams (* 1989), Basketballspieler
- Dak Prescott (* 1993), American-Football-Spieler
- A. J. Brown (* 1997), American-Football-Spieler
- Willie Gay Jr. (* 1998), American-Football-Spieler